# The Legend of Zelda: Collector's Edition
Vous lisez un « bon article » labellisé en 2019.
Ne doit pas être confondu avec l'autre disque promotionnel de la franchise, The Legend of Zelda: Ocarina of Time / Master Quest
The Legend of Zelda: Collector's Edition est une compilation de jeux vidéo de la franchise The Legend of Zelda développée et éditée par Nintendo sur GameCube le 14 novembre 2003 en Europe, le 17 novembre 2003 aux États-Unis et le 18 mars 2004 au Japon. Elle comprend quatre des cinq premiers jeux de la franchise sortis jusque-là sur console de salon, soit The Legend of Zelda, The Adventure of Link, Ocarina of Time, et Majora's Mask, ainsi qu'une démo de 20 minutes du jeu The Wind Waker.
La compilation n'est pas officiellement sortie dans le commerce, mais proposée aux joueurs sous conditions variant suivant les continents ou les pays. Elle a donc pu être obtenue dans une offre groupée avec la console GameCube, en achetant certains jeux parmi une liste définie de titres Nintendo, ou en s'inscrivant au Club Nintendo, avec un certain nombre de points réunis en achetant des jeux Nintendo.
Lors de sa sortie, la compilation est plutôt bien accueillie par les critiques qui apprécient de retrouver tous les classiques de la franchise sur un seul disque. La plupart des observateurs ont cependant relevé les problèmes de son et de framerate sur les jeux Nintendo 64, Ocarina of Time et Majora's Mask.

## Vue d'ensemble
The Legend of Zelda: Collector's Edition est une compilation de jeux vidéo de la franchise The Legend of Zelda sortie en 2003. Elle comprend sur un seul mini DVD quatre des cinq premiers jeux de la franchise sortis jusque-là sur console de salon, soit The Legend of Zelda, The Adventure of Link, Ocarina of Time, et Majora's Mask, ainsi qu'une démo chronométrée de 20 minutes du jeu The Wind Waker,,.
La compilation inclut également deux courtes vidéos, une rétrospective de la franchise et une présentation des mécanismes principaux du gameplay de The Wind Waker,. Elle propose aussi quelques illustrations inédites.
| Jeu                                        | Plate(s)-forme(s) (hors réédition) | Genre                 | Sortie initiale |
| ------------------------------------------ | ---------------------------------- | --------------------- | --------------- |
| The Legend of Zelda                        | Famicom Disk System, NES           | Jeu d'action-aventure | 1986            |
| Zelda II: The Adventure of Link            | Famicom Disk System, NES           | Action-RPG            | 1987            |
| The Legend of Zelda: Ocarina of Time       | Nintendo 64                        | Jeu d'action-aventure | 1998            |
| The Legend of Zelda: Majora's Mask         | Nintendo 64                        | Jeu d'action-aventure | 2000            |
| The Legend of Zelda: The Wind Waker (démo) | GameCube                           | Jeu d'action-aventure | 2002            |

## Trame

### Relations entre les jeux
La majeure partie des jeux de la franchise The Legend of Zelda sont basées sur des scénarios indépendants les uns des autres, bien que certains épisodes se suivent. La compilation propose des jeux sur les quatre temporalités, deux se suivant dans deux branches différentes. The Legend of Zelda et The Adventure of Link sont consécutifs, après les évènements se déroulant dans Tri Force Heroes, à la fin de la chronologie de la série qui considère que Link a été incapable de vaincre Ganon dans l'épisode Ocarina of Time. Quant à ce dernier et Majora's Mask, il s'agit de deux épisodes consécutifs qui s'établissent à deux moments charnières de la chronologie — bien que Majora's Mask soit considéré comme une histoire parallèle. Le premier termine la trame principale amenant le protagoniste à devenir le « Héros du temps », et le second débute l'axe chronologique de la série où Link a réussi à vaincre Ganon dans Ocarina of Time et est toujours enfant,.
Pour sa part, The Wind Walker débute la chronologie dans laquelle Link a réussi à vaincre Ganon dans Ocarina of Time et est devenu adulte, et se déroule avant les évènements qui surviennent dans Phantom Hourglass,.

### Univers et personnages
The Legend of Zelda est une franchise dont l'intrigue prend place, pour la plupart des jeux, dans un univers médiéval-fantastique appelé Hyrule. Le jeune héros Link lutte contre le mal représenté par Ganon, pour récupérer ou sécuriser la Triforce et sauver la princesse Zelda,.
Toutefois, Majora's Mask se déroule quant à lui à Termina, un monde parallèle au cadre habituel. Cet univers, qui vit sous la menace de la lune qui risque de s'écraser trois jours plus tard, bénéficie d'une atmosphère, sombre, étrange et oppressante,. Le jeu ne comporte ni la princesse Zelda, ni la Triforce, ni l'antagoniste principal de la franchise, Ganon. De plus, le jeu The Wind Waker ne se déroule pas à Hyrule, mais sur un ensemble d'îles situé dans une vaste mer,.
Link, personnage principal de la franchise, est un jeune Kokiri ressemblant à un elfe, qui reprend l'aspect de Peter Pan avec sa tunique verte,,. Ce personnage muet qui n'émet que quelques grognements combat le plus souvent à l'épée, notamment l'Épée de légende (Master Sword), et avec un bouclier. Il peut cependant utiliser d'autres armes récurrentes comme l'arc, le boomerang, les bombes ou le grappin. Il est associé à la Triforce du courage. La princesse Zelda est la fille du roi du royaume Hylien. Dans The Wind Walker, elle se présente sous les traits d'un capitaine de pirates qui porte le nom de Tetra. Ganon, qui représente le mal, est l'antagoniste principal de la franchise. Il prend plusieurs formes, et se présente soit sous l'aspect d'un cochon, soit sous forme humaine.

## Systèmes de jeu et éléments degameplaycommuns
Le gameplay de la franchise et des épisodes compilés dans Collector's Edition mêle des phases de jeu d'action avec des combats en temps réel, de jeu d'aventure comme la recherche de reliques ou la résolution de quêtes, et des aspects de jeu de rôle par le biais de ces items. Ces derniers permettent à la fois d'augmenter les attributs du personnage joueur, de progresser dans l'intrigue, et parfois de réaliser des quêtes annexes pour des personnages non-joueurs ou bien avec leur aide. Le joueur doit également arpenter divers donjons généralement souterrains, constitués de labyrinthes de salles, afin d'éliminer les ennemis et résoudre différentes énigmes,,,.
Chaque nouvel opus apporte des mécanismes de jeu inédits ou différemment exploités ; un des thèmes récurrents est par exemple le voyage dans le temps. Le premier The Legend of Zelda établit le concept de base, notamment un overworld, la recherche d'objets permettant de progresser et d'améliorer le personnage, et les donjons comportant des énigmes,. Zelda II: The Adventure of Link intègre dans une atmosphère plus sombre une vue en défilement latéral, un système de combat basé sur la hauteur et des marqueurs du jeu vidéo de rôle, notamment un système de progression des aptitudes,. Ocarina of Time marque le passage de la franchise dans un univers en trois dimensions, introduit le système de verrouillage des ennemis, et le concept des boutons contextuels auxquels le joueur peut assigner des objets,. Majora's Mask reprend les bases de son prédécesseur dans une atmosphère plus torturée et développe le concept du voyage dans le temps et l'utilisation de masques,. The Wind Waker, doté de graphismes caractéristiques qui utilisent la technique du cel-shading lui procurant un aspect dessin animé, déplace le joueur sur une mer et un ensemble d'îles à explorer et lui donne la possibilité de contrôler les vents,.
Chaque jeu de la compilation nécessite sa propre sauvegarde en trois blocs sur une carte mémoire GameCube standard,. Chacun dispose également du système de sauvegarde original.

## Descriptif des différents épisodes

### The Legend of Zelda
The Legend of Zelda (ou simplement Zelda) est un jeu d'action-aventure développé et édité par Nintendo le 21 février 1986 au Japon sur Famicom Disk System, l'extension de la Famicom, puis sur NES en juillet 1987 aux États-Unis et en novembre 1987 en Europe. Il s'agit du premier épisode de la série homonyme,,,,,.

Logo de The Legend of Zelda.

Dans un univers de fantasy appelé Hyrule, Link doit récupérer les huit fragments de la Triforce de la sagesse afin de vaincre Ganon, délivrer la princesse Zelda et ramener la paix dans le royaume. Durant le jeu, Link se déplace librement et sans indication dans une carte du monde affichée en vue de dessus, mais explore également plusieurs donjons labyrinthiques souterrains. Le royaume d'Hyrule est habité par de nombreux monstres que Link doit combattre, et recèle de nombreux secrets et énigmes à résoudre, ce qui permet à Link de découvrir des objets utiles à son avancement dans la quête ou des armes améliorant ses capacités. L'exploration et la découverte de secrets sont le cœur de l'expérience de jeu. Lorsque le joueur a fini la partie, il peut recommencer le jeu dans une aventure remaniée appelée « seconde quête » comportant des donjons et une carte du monde modifiés ainsi que des ennemis plus coriaces,,,.

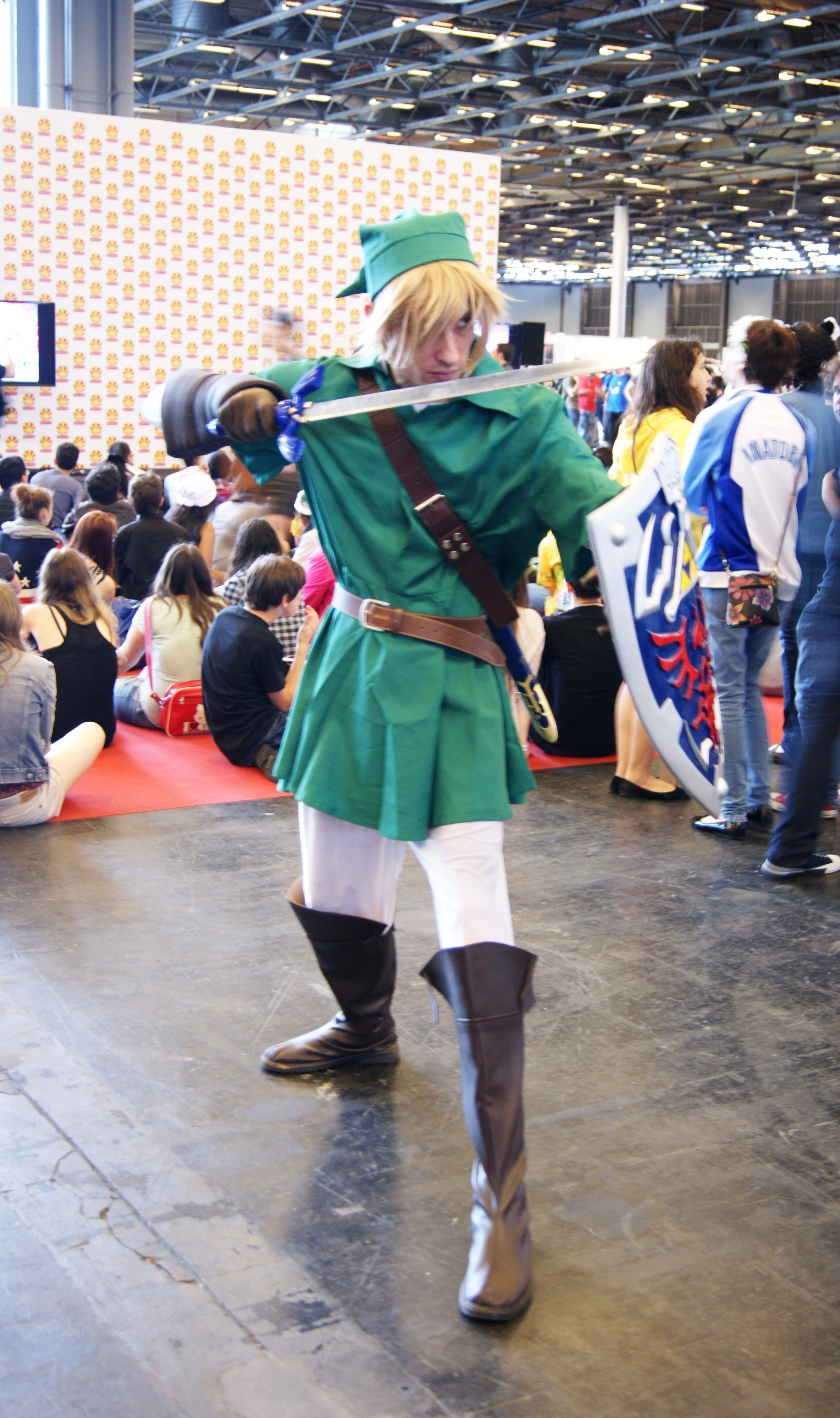
Link est le héros de la franchise (cosplay).

The Legend of Zelda est conçu par Shigeru Miyamoto et Takashi Tezuka, et développé par Nintendo R&D4. La bande-son est composée par Koji Kondo. Miyamoto veut faire un grand jeu d'aventure et puise son inspiration dans son enfance, durant laquelle il a exploré, jusqu'à se perdre, des environnements inconnus, découvrant tantôt un lac, tantôt une grotte ou une maison abandonnée. Le jeu s'inspire directement de l'univers de fantasy du film Legend de Ridley Scott, sorti en 1985. Miyamoto emprunte également à The Tower of Druaga de Namco, les premières versions de Zelda n'étant qu'un enchaînement de donjons souterrains. Miyamoto s'inspire par la suite d'Hydlide, un jeu d'action-RPG de T&E Soft, en imitant sa carte du monde. The Legend of Zelda emprunte également à diverses mythologies : Link est un personnage inspiré de l'elfe et de Peter Pan de Disney,,,.
The Legend of Zelda est l'une des meilleures ventes de jeux de Nintendo avec 6,51 millions d'exemplaires écoulés. Lors de sa sortie, il est très bien accueilli par la presse spécialisée, recevant des critiques très élogieuses, notamment pour son univers gigantesque, son gameplay novateur et des musiques remarquables. Lorsqu'il est publié en Occident, le jeu est déjà en tête des ventes au Japon. Les critiques s'aperçoivent rapidement que Zelda est un jeu hors du commun, une « réussite », qui va obtenir un grand succès. Ses rééditions sur GameCube en 2003 dans la compilation The Legend of Zelda: Collector's Edition, Game Boy Advance en 2004 dans la série NES Classics, puis en version dématérialisée sur les consoles virtuelles de la Wii, Nintendo 3DS et Wii U de 2006 à 2013, sont plutôt bien accueillies. Tous s'accordent à dire que le jeu résiste bien au temps grâce à son gameplay, malgré des visuels datés. Nintendo publie également une adaptation sensiblement modifiée sur Satellaview,,,,.
The Legend of Zelda donne naissance à une série de jeux vidéo prolifique comptant de nombreux préquelles et spin-off, dont les plus remarqués et les plus appréciés sont d'abord The Legend of Zelda: A Link to the Past, puis The Legend of Zelda: Ocarina of Time, The Legend of Zelda: Majora's Mask ou à la fin des années 2010 The Legend of Zelda: Breath of the Wild. Zelda figure régulièrement dans des classements de meilleurs jeux. Il est considéré comme l'épisode fondateur de la série, un des jeux les plus influents et un précurseur du jeu vidéo de rôle. Par ailleurs, The Legend of Zelda est le premier jeu de l'histoire à intégrer une batterie au lithium dans sa cartouche permettant de sauvegarder les parties,,,.

### The Adventure of Link

Logo de Zelda II : The Adventure of Link.

Zelda II: The Adventure of Link (ou simplement Zelda II ou The Adventure of Link) est un jeu vidéo de type action-RPG développé et édité par Nintendo en janvier 1987 au Japon sur Famicom Disk System, l'extension de la Famicom. Il s'agit du deuxième épisode de la série The Legend of Zelda, suite directe du jeu éponyme sorti un an auparavant. Il est porté sur NES et édité fin 1988 aux États-Unis et en Europe,,,,,,.
Quelques années après la victoire de Link dans le premier opus, le royaume d'Hyrule est mis à mal par les sbires de Ganon qui cherchent à mettre la main sur Link, afin d'accomplir la résurrection de leur chef. Link repart à l'aventure pour trouver la Triforce du Courage qui va lui permettre de réveiller la princesse Zelda, endormie depuis de nombreuses années par un sort maléfique, et empêcher le retour de Ganon. Zelda II est un jeu d'action-RPG alternant des phases d'exploration sur une carte du monde en vue de dessus et des phases d'actions en vue à défilement horizontal. La vue latérale, imaginée par Shigeru Miyamoto, est une nouveauté, tout comme l'atmosphère plus mature ou l'ajout d'éléments de jeu de rôle empruntés à Dragon Quest tels que le système d'expérience, la magie, la puissance de l'attaque et le niveau de vie. Nintendo met en place un système de combat novateur, basé sur la hauteur d'attaque et de défense, mais qui permet aussi d'attaquer tout en sautant vers le haut ou vers le bas. Le système de progression des aptitudes et la complexité des combats font de Zelda II un jeu à la difficulté élevée,,,.
| Assemblage de trois triangles équilatéraux formant un plus grand triangle.                                                       |  | Femme en costume de princesse tendant le bras, alors qu'un homme accroupis lui fait un baiser sur la main. |
| La Triforce et la princesse Zelda sont également des éléments récurrents de la franchise Zelda et des jeux de cette compilation. |  | |

Zelda II se vend à 4,4 millions d'exemplaires, ce qui en fait une des meilleures ventes de la NES. À sa sortie, le jeu est très bien accueilli par la presse spécialisée qui considère que l'ajout de phases de jeu en vue latérale et d'éléments de jeu de rôle sont des avancées significatives qui en font un jeu « incontournable ». Les critiques notent cependant que les changements apportés dénotent radicalement du premier jeu de la série qui a pourtant posé les bases du jeu d'action-aventure et obtenu un succès commercial phénoménal avec 6,5 millions d'exemplaires vendus. Le jeu surprend les fans comme une partie des observateurs, qui considèrent dès lors le jeu comme le mouton noir de la série. Miyamoto déclare en 2013 que ces changements sont principalement dus au renouvellement quasi complet de l'équipe de développement, à la limitation des capacités de la NES et au développement du jeu en lui-même, qui n'a pas su dépasser le stade des idées proposées au départ. Il exprime également ses regrets concernant ce jeu pour lui non-abouti et estime que l'équipe aurait pu faire plus,,,,,,. Le jeu est par la suite réédité en 2003 sur GameCube dans la compilation The Legend of Zelda: Collector's Edition, et sur Game Boy Advance dans la série NES Classics en 2004. Une nouvelle vague de réédition a lieu avec la version dématérialisée en janvier 2007 sur la console virtuelle de la Wii, en 2011 sur celle de la Nintendo 3DS en tant que programme Ambassadeur et en 2012 en sortie classique, puis en 2013 sur celle de la Wii U. Lors des diverses rééditions en téléchargement sur les plates-formes de jeu Nintendo, les critiques s'accordent à dire que le jeu comporte des défauts évidents comme des visuels datés, une difficulté accrue, un changement de vue rebutant, mais qu'il propose une aventure décente et addictive, qui a su apporter des éléments novateurs repris dans certaines suites de la série,,,.
Zelda II amène beaucoup d'innovations, comme les villes et leurs personnages non-joueurs proposant des quêtes, et même si certains aspects du jeu sont abandonnés par la suite, d'autres sont repris dans les opus suivants. Miyamoto estime malgré tout que l'équipe aurait pu faire mieux ; cette déception pousse Nintendo à faire de The Legend of Zelda: A Link to the Past (1991) un jeu plus proche de The Legend of Zelda. Nintendo considère aujourd'hui A Link to the Past comme la véritable suite de The Legend of Zelda, et The Adventure of Link comme une histoire parallèle relatant les événements qui surviennent dans la vie de Link après ceux de The Legend of Zelda. Par ailleurs, la phrase « I am Error », prononcée par un habitant d'une des villes fictives, est devenue un mème Internet. Considérée comme une erreur de traduction et moquée comme telle, elle est reprise dans différents jeux et médias,,,.

### Ocarina of Time
The Legend of Zelda: Ocarina of Time (ou simplement Ocarina of Time) est un jeu d'action-aventure développé par Nintendo EAD et édité par Nintendo sur Nintendo 64 en novembre 1998 au Japon et en Amérique du Nord, et en décembre 1998 en Europe. C'est le cinquième jeu de la franchise The Legend of Zelda et est le premier épisode en trois dimensions,,,,,.

Logo de The Legend of Zelda: Ocarina of Time.

Le joueur contrôle Link dans le pays imaginaire d'Hyrule dans le but d'empêcher le maléfique Ganondorf, d'obtenir la Triforce. Il voyage dans le temps et navigue dans des donjons labyrinthiques pour réveiller les Sept sages, qui ont le pouvoir de sceller Ganondorf pour toujours dans un sceau dimensionnel. La musique joue un rôle important dans le gameplay dans la mesure où pour progresser, le joueur doit apprendre à jouer de nombreuses chansons sur un ocarina,,,.
Le projet est supervisé par Shigeru Miyamoto, qui est d'abord simplement producteur avant de s'impliquer plus dans le développement quand le projet prend du retard. 120 personnes sont mobilisées, dont 50 constituent l'équipe principale. Initialement prévu sur le périphérique Nintendo 64DD, le jeu est finalement publié sur une cartouche de 256 mégabits, la plus grande jamais créée à ce moment-là. Il introduit des fonctionnalités telles qu'un système de verrouillage de cible durant les combats et des boutons contextuels auxquels le joueur peut assigner des objets ou des actions, qui sont depuis devenus courants dans les jeux d'aventure en 3D,,,.
Ocarina of Time obtient un succès critique et commercial important. C'est le jeu le plus vendu en 1998 avec 2,5 millions de copies écoulées. Il totalise plus de 7,7 millions de copies écoulées en 2019. Il figure au Livre Guinness des records comme le jeu vidéo s'étant le plus vendu dans un court laps de temps (6 millions d'exemplaires dans le monde en huit semaines). Le jeu remporte de nombreux prix et distinctions et est considéré par beaucoup comme l'un des plus grands jeux vidéo de tous les temps. L'accueil de la presse lors de sa sortie est dithyrambique à son sujet et le juge également comme le meilleur jeu vidéo jamais créé,,,.
Ocarina of Time connait une suite directe, The Legend of Zelda: Majora's Mask sortie en 2000 sur Nintendo 64. Le jeu est réédité fin 2002 sur GameCube au côté d'une version inédite comportant des quêtes remaniées (Master Quest) sur un disque appelé The Legend of Zelda: Ocarina of Time / Master Quest. Il est inclus dans la compilation de jeux de la franchise The Legend of Zelda: Collector's Edition. Il parait à nouveau sur la Console virtuelle de la console Wii en février 2007 et celle de la Wii U en 2015. Un remake en trois dimensions est également produit par Nintendo, avec des visuels améliorés et des effets 3D auto-stéréoscopiques, et édité en 2011 sous le titre The Legend of Zelda: Ocarina of Time 3D,,,,,,.

### Majora's Mask
The Legend of Zelda: Majora's Mask (ou simplement Majora's Mask) est un jeu d'action-aventure développé par Nintendo EAD et édité par Nintendo en 2000 sur la console Nintendo 64. Sixième jeu paru dans la franchise The Legend of Zelda et second en trois dimensions après Ocarina of Time, il est conçu en à peine plus d'un an par une équipe dirigée par Eiji Aonuma et Yoshiaki Koizumi et produit par Shigeru Miyamoto,,,,,,.
Majora's Mask se déroule à Termina, un univers parallèle à Hyrule, qui vit sous la menace de sa destruction, en raison de la chute de sa lune au bout de trois jours, à moins que le joueur ne réussisse à éviter la catastrophe imminente. L'antagoniste principal est un lutin appelé Skull Kid, qui a dérobé un artéfact ancien et puissant, le « Masque de Majora », à un vendeur de masques énigmatique. Skull Kid utilise les nouveaux pouvoirs que lui confère ce masque pour arracher la lune à son orbite et la faire progressivement tomber sur Termina, où elle doit s'écraser 72 heures plus tard. À la demande du vendeur, Link tente de remonter dans le temps à plusieurs reprises à l'aide d'un ocarina magique pour récupérer le masque et empêcher l'apocalypse. Au cours de son périple, il récolte des masques uniques en aidant les habitants de Termina, ce qui lui octroie une gamme variée de capacités, dont le changement de forme,,,.

Logo de The Legend of Zelda: Majora's Mask.

Le jeu présente des graphismes améliorés et plusieurs modifications du gameplay par rapport à son prédécesseur, bien qu'un certain nombre d'éléments et de modèles de personnages soient réutilisés, un choix provoqué par des contraintes de temps. La version Nintendo 64 du jeu nécessite l'utilisation de l'Expansion Pak, un accessoire augmentant les capacités de la mémoire de la console, et qui permet de produire des graphismes de meilleure qualité. Le jeu introduit plusieurs concepts novateurs basés sur un cycle temporel de trois jours se répétant sans cesse et sur l'utilisation de masques permettant de transformer le protagoniste, Link, en différentes créatures. Au fur et à mesure que le joueur progresse dans le jeu, Link apprend également de nombreuses mélodies à l'ocarina qui lui permettent de contrôler des flux temporels ou d'ouvrir des passages vers des temples. Le jeu reprend le gameplay caractéristique de la série Zelda, qui consiste à traverser avec succès des temples composés de plusieurs salles de donjons contenant des énigmes plus ou moins complexes à résoudre et des ennemis à vaincre,,,.
Lors de sa sortie, Majora's Mask est salué par la presse spécialisée, grâce à ses innovations en matière de gameplay et à la qualité de ses graphismes. Le jeu reste apprécié des joueurs, bien que certains lui reprochent son ambiance atypique et son système de cycle de trois jours à remonter continuellement. Il obtient deux récompenses décernées par l'Academy of Interactive Arts and Sciences en 2001 dans les catégories du meilleur jeu d'action-aventure de l'année sur console et du meilleur game design. Il est depuis considéré comme l'un des plus grands jeux vidéo jamais réalisés. Écoulé à 3,3 millions d'exemplaires à travers le monde, il est réédité en 2003 sur GameCube dans la compilation The Legend of Zelda: Collector's Edition, en 2009 sur la console virtuelle de la Wii, puis en 2016 sur celle de la Wii U. Un remake est publié en 2015 sur Nintendo 3DS, sous le titre The Legend of Zelda: Majora's Mask 3D,,,,,.

### The Wind Waker

Logo de The Legend of Zelda: The Wind Waker.

Dans cette compilation, The Wind Waker n'est qu'une démo chronométrée de 20 minutes, mettant en scène trois aspects du jeu, la furtivité, l'exploration de donjons et l'exploration de l'île. Le jeu se résume par la présentation suivante,. The Legend of Zelda: The Wind Waker (ou simplement The Wind Waker) est un jeu d'action-aventure développé par la division Nintendo EAD et publié par Nintendo sur GameCube le 13 décembre 2002 au Japon, puis en mars 2003 en Amérique du Nord et en avril 2003 en Europe. C'est le dixième jeu de la franchise The Legend of Zelda,,,,,.
Le joueur contrôle le protagoniste Link, alors que l'intrigue se déroule sur un ensemble d'îles situé dans une vaste mer, lieu inédit pour la franchise. Le personnage joueur tente de sauver sa sœur du sorcier Ganon, et se retrouve impliqué dans une lutte pour sauvegarder la Triforce. Aidé par des alliés, dont le capitaine des pirates Tetra, incarnation de la princesse Zelda, et un bateau parlant appelé Lion Rouge, Link navigue sur les étendues d'eau et explore des îles où il y parcourt des donjons labyrinthiques afin d'obtenir le pouvoir nécessaire pour vaincre Ganon. Le vent, qui permet la navigation, joue un rôle de premier plan dans le gameplay et peut être contrôlé grâce à la Baguette du vent,,.
The Wind Waker est réalisé par Eiji Aonuma et produit par Shigeru Miyamoto et Takashi Tezuka. Il conserve le gameplay en trois dimensions de ses prédécesseurs, Ocarina of Time et Majora's Mask, mais diffère du point de vue de ses graphismes caractéristiques qui utilisent la technique du cel-shading, lui conférant un aspect dessin animé. Le jeu est salué par la presse spécialisée lors de sa sortie, bien que l'esthétique du jeu ait au départ divisé les joueurs et contribué à la faiblesse relative des ventes, le jeu totalisant 4,6 millions d'exemplaires écoulés. Comme ses prédécesseurs, il est depuis considéré comme l'un des plus grands jeux vidéo jamais réalisés. Le jeu connait deux suites directes sur Nintendo DS affichant également des visuels en cel-shading, Phantom Hourglass sorti en 2007 et Spirit Tracks sorti en 2009. En 2013, Nintendo publie un remaster du jeu en haute définition sur Wii U intitulé The Legend of Zelda: The Wind Waker HD,,,,,.

## Développement
The Legend of Zelda: Collector's Edition est développé par Nintendo. The Legend of Zelda et The Adventure of Link sont à l'origine développés par Nintendo R&D4, alors que Nintendo EAD est à l'origine des jeux Ocarina of Time, et Majora's Mask et The Wind Waker.

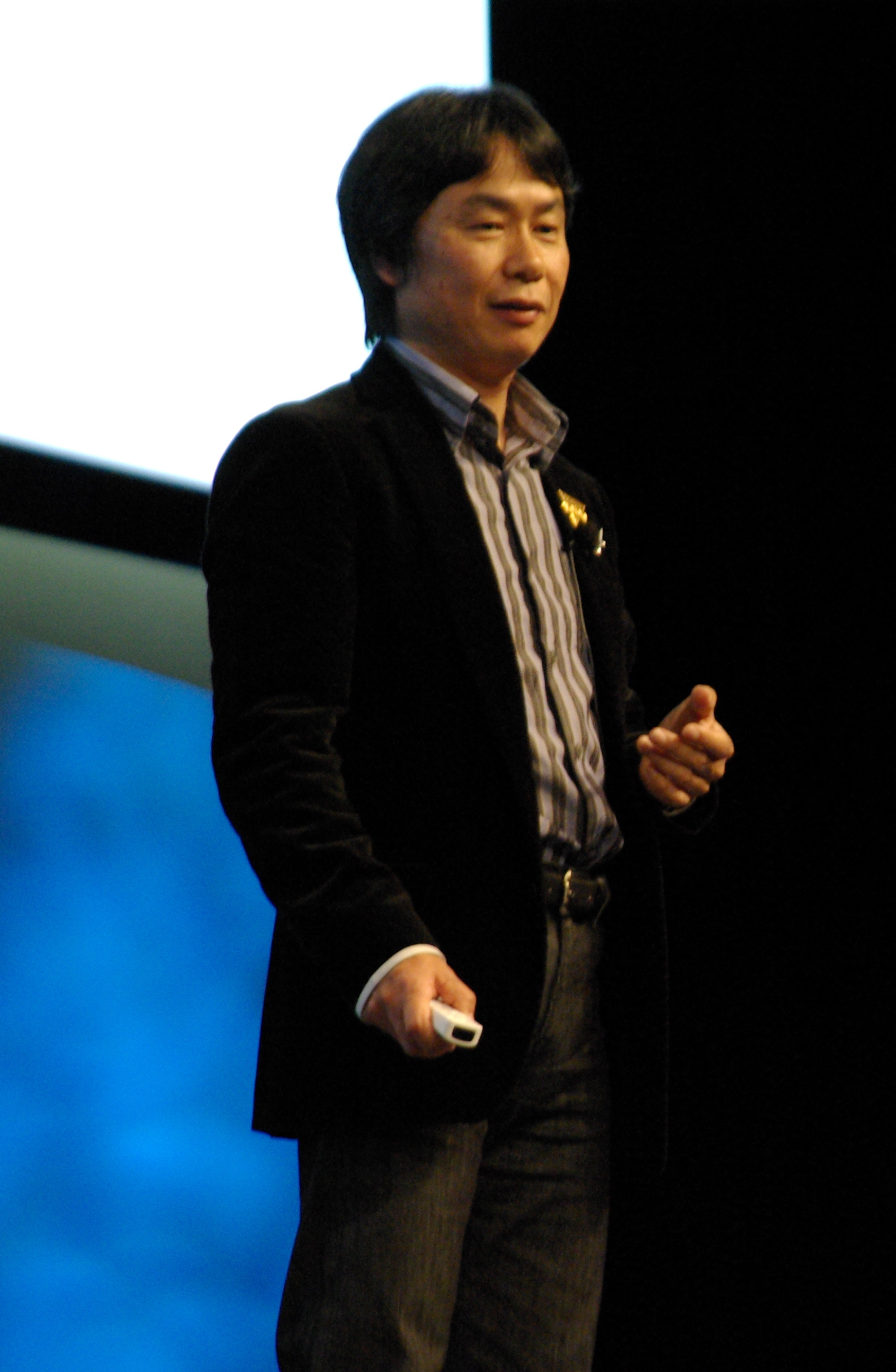
Shigeru Miyamoto, le créateur de The Legend of Zelda, et personne clef de la série éponyme.

Nintendo explique l'absence du troisième opus de la franchise, A Link to the Past, par la sortie récente en 2002 sur Game Boy Advance de la  réédition A Link to the Past / Four Swords,,.
Au début de l'année 2003, certaines rumeurs laissent entendre que Nintendo va lancer un autre disque promotionnel, similaire à The Legend of Zelda: Ocarina of Time / Master Quest proposé dès la fin 2002. Pourtant, Nintendo ne se lance dans aucune confirmation officielle, si bien que les médias enterrent toute perspective de sortie, conduisant à occulter le projet. Cependant, le 7 octobre 2003, Nintendo fait parvenir des artworks du disque de la compilation à des détaillants, qui dévoilent son nom et son contenu,. Le 20 octobre une boutique en ligne américaine liste le bundle avec la console GameCube et annonce la sortie américaine au 17 novembre qui suit. La compilation est officiellement confirmée par Nintendo le 3 novembre 2003, et sa sortie fixée au 14 novembre en Europe,,. La sortie au Japon est quant à elle annoncée le 5 novembre 2003.

## Commercialisation
The Legend of Zelda: Collector's Edition n'a jamais profité d'une sortie officielle et a été distribué gratuitement, ou sous conditions, ou vendu conjointement à d'autres produits.
En Europe, la compilation est incluse à partir du 14 novembre 2003 dans l'offre groupée comprenant la console GameCube et le jeu Mario Kart: Double Dash!! et accessoirement d'une manette de jeu,,. Sur le Vieux Continent, elle peut également être obtenue à partir du 1er décembre 2003 sur le site officiel de Nintendo, via le Club Nintendo, en l'échangeant contre 4 500 étoiles (points de fidélité s'obtenant en achetant des produits Nintendo). Une autre solution permet de l'obtenir dans la limite des 7 000 copies proposées en s'enregistrant sur le site avant le 10 décembre 2003, sous condition d'avoir acheté deux jeux parmi Mario Party 5, 1080° Avalanche et Mario Kart: Double Dash!!. Début janvier 2004 au Royaume-Uni, la compilation est offerte pour l'achat d'un jeu parmi The Wind Waker, F-Zero GX, Mario Kart: Double Dash!!, 1080° Avalanche, Mario Party 5 ou Eternal Darkness: Sanity's Requiem, ou pour l'acquisition de deux jeux Player's Choice dans les titres Luigi's Mansion, Pikmin, Super Smash Bros. Melee, Super Mario Sunshine, Metroid Prime, Star Fox Adventures et Mario Party 4,. Plus tard, quelques exemplaires sont anecdotiquement distribués à l'occasion de la présentation de Phantom Hourglass lors de la Japan Expo 2006 se déroulant début juillet de cette année-là à Villepinte en France.
Aux États-Unis, la compilation est distribuée à partir du 17 novembre 2003 à tous les acheteurs de GameCube,. Elle peut alors être obtenue sans la console en achetant deux jeux parmi Mario Kart: Double Dash!!, Mario Party 5 et 1080° Avalanche sur GameCube ou Mario and Luigi: Superstar Saga sur Game Boy Advance, puis en s'inscrivant sur le site officiel de Nintendo, via le Club Nintendo. Une autre solution proposée est de s'abonner ou renouveler l'abonnement à Nintendo Power, le magazine officiel de Nintendo,,.
Au Japon, la compilation est proposée contre 500 points à partir du 18 mars 2004 en s'inscrivant au Club Nintendo,,. De plus, les personnes qui enregistrent leur copie nouvellement achetée du jeu A Link to the Past / Four Swords via le Club Nintendo entre le 18 mars et le 30 avril 2004 obtiennent une réduction de 350 points sur la valeur totale de la compilation.

## Accueil
La compilation The Legend of Zelda: Collector's Edition est bien accueillie par la presse, considérée comme un « régal » et un « incontournable » pour les fans de la série,,. Les critiques apprécient de retrouver les grands jeux de la franchise regroupés sur un seul disque, malgré quelques petits défauts. Pour le magazine Play, les problèmes de son de Majora's Mask et les quelques lacunes des autres jeux ternissent un peu l'éclat de cette compilation. Toutefois, le magazine estime que c'est « tout simplement » le regroupement de quatre « des meilleurs jeux jamais créés ». Gameplanet apprécie de pouvoir « jouer à tous les jeux Zelda sur GameCube ». Le site regrette cependant que la compilation ne puisse être jouée qu'à 50 Hz et la conseille seulement à ceux qui n'ont aucun des jeux qu'elle contient. Il note cependant la « ruse commerciale » de Nintendo qui offre le jeu soi-disant gratuitement, en obligeant les joueurs à acheter d'autres produits Nintendo. GameSpot constate des portages « presque parfaits » des deux premiers épisodes sur NES, qui présentent même moins de scintillements que leur modèle. Il juge les contrôles sur la manette GameCube « bien définis ». IGN apprécie également la gestion des contrôles. IG Magazine relate que de nombreux observateurs ont été gênés par l'absence du troisième opus de la franchise, A Link to the Past.
En ce qui concerne The Legend of Zelda, GameSpot signale que les sticks analogiques fonctionnent correctement, mais repère quelques ralentissements mineurs. IGN voit des graphismes identiques à ceux de l'original, primitifs par nature, mais qui gardent un certain charme de la nostalgie. Selon le site, The Legend of Zelda a mieux vieilli que Zelda II, même si les deux ne sont finalement pas beaux visuellement. Le site Gaming Target indique que les freezes et les problèmes d'affichage relatifs au format cartouche de la NES ont disparu. De plus, il relève que la seule différence avec l'original est le système de sauvegarde proposé.
Au sujet de Zelda II, GameSpot signale que les sticks analogiques sont fonctionnels, comme d'autres boutons, notamment le bouton Z. IGN juge les graphismes équivalents à ceux de l'original, primitifs par nature, mais comme son prédécesseur, qui gardent un certain charme de la nostalgie. Le site estime que Zelda II a moins bien vieilli que son aîné. Le site Gaming Target indique que les freezes et la pixellisation de l'original ont disparu et que la seule différence avec l'original est le système de sauvegarde proposé. Le site remarque également que la difficulté du jeu extrêmement élevée est toujours la même que celle du jeu sur NES.
Ocarina of Time est également apprécié dans cette compilation. Gameplanet considère qu'il est le principal intérêt de ce recueil (avec Majora's Mask sorti juste avant), puisqu'il demeure « le plus grand jeu vidéo de tous les temps », bien qu'il n'inclue pas Master Quest. GameSpot juge la conversion équivalente à celle de The Legend of Zelda: Ocarina of Time / Master Quest, avec des visuels en haute résolution. Le site note les variations dans le taux de framerate et les problèmes de son, inhérents au portage du jeu. IGN note des temps de chargement assez longs au début du jeu. Pour le site, les titres Nintendo 64 « impressionnent toujours » (en 2003), bien que l'amélioration graphique soit très légère.
La version de Majora's Mask reste globalement appréciée. GameSpot constate que les visuels ont été améliorés, en haute définition, et sont équivalents à ceux d'Ocarina of Time. Le taux d'images par seconde est jugé moins bon, comme le son accusant certaines imperfections. Le jeu présente même un message prévenant de problèmes à ce niveau en raison de la conversion. IGN juge la présentation du jeu « remarquable ». Si le site note également l'amélioration graphique, il en est de même pour le framerate qui semble, lui, bloqué au maximum de seulement 30 images par seconde. Pour le site, c'est tout de même « fantastique » de profiter de ces « deux jeux d'aventure pionniers » « regroupés sur un seul disque GameCube ». Retro Gamer précise que si le jeu peut être affiché dans une résolution de 640 × 480, il est sujet à des plantages.
Concernant la démo de The Wind Waker, Gameplanet estime que les trois aperçus que sont le donjon, l'île, et la furtivité, offrent un gameplay « spectaculaire à la difficulté d'entrée de gamme ».

## Postérité
En septembre 2005, Nintendo Power place The Legend of Zelda: Collector's Edition en tête d'un top cinq des meilleures compilations du moment.
The Legend of Zelda: Collector's Edition est la seule véritable compilation de jeux de la franchise The Legend of Zelda. En 2011, Nintendo of America propose à la direction de Nintendo de créer une compilation de tous les jeux Zelda sur un disque Wii. Cependant, la proposition est refusée, Satoru Iwata et le créateur de la franchise Shigeru Miyamoto prétextant que la firme nipponne vient juste de le faire avec la franchise Mario l'année passée et Super Mario All-Stars: Édition limitée 25e anniversaire, et qu'elle n'est pas encline à réaliser tout le temps les mêmes choses chaque année. Depuis sa parution, The Legend of Zelda: Collector's Edition est devenu un objet de collection prisé par les fans de la franchise.
Un autre disque promotionnel de la franchise proposé au public en 2003, The Legend of Zelda: Ocarina of Time / Master Quest, regroupe également deux jeux Zelda,,. En outre, la franchise connait un jeu qui regroupe deux jeux distincts. The Legend of Zelda: A Link to the Past / Four Swords, une réédition sur Game Boy Advance du jeu A Link to the Past sorti en 1991 sur Super Nintendo, comporte un second jeu inédit de l'univers Zelda uniquement multijoueur en réseau local, intitulé The Legend of Zelda: Four Swords.